# Rönnören, Luleå kommun
Rönnören är en liten ö i Lule skärgård. Den är belägen sydöst om Sigfridsön.